# Periklész (keresztnév)
A Periklész görög eredetű férfinév, jelentése: nagyon híres.

## Gyakorisága
Az 1990-es években szórványos név, a 2000-es években nem szerepel a 100 leggyakoribb férfinév között.

## Névnapok
- július 8.[2]

## Híres Periklészek
- Periklész politikus, az athéni demokrácia egyik úttörője.